# Dalton (Massachusetts)
Dalton ist eine Town im Berkshire County des Bundesstaats Massachusetts in den Vereinigten Staaten. Das U.S. Census Bureau hat bei der Volkszählung 2020 eine Einwohnerzahl von 6.330 ermittelt. 

## Geschichte
Dalton wurde erstmals 1755 auf ehemaligen gleichwertigen Ländereien besiedelt und 1784 offiziell eine Gemeinde. Die Stadt wurde nach Tristram Dalton benannt, dem Sprecher des Repräsentantenhauses von Massachusetts zur Zeit der Eingemeindung der Stadt.
Dalton wurde als ländlich-industrielle Gemeinde besiedelt, mit Mühlen entlang des East Branch des Housatonic River und kleinen Flecken von Ackerland in anderen Gebieten. Im Jahr 1801 gründeten Zenas Crane, Henry Wiswall und John Willard eine Papierfabrik entlang des Flusses, die bereits 1844 mit der Produktion von Banknotenpapier begann, das von Banken bis nach Boston gekauft wurde. Die Firma Crane & Co. (Crane Currency) ist bis heute der größte Arbeitgeber der Stadt, stellt Papierprodukte und Schreibwaren her und ist seit 1873 der einzige Lieferant von Papier für die Federal Reserve Note, das Papiergeld der Vereinigten Staaten. Die Stadt hat heute eine Mischung aus kleinstädtischen und vorstädtischen Qualitäten und wurde viele Jahre lang von Trolleys nach Pittsfield bedient.
1973 fand in Dalton die 48. Internationale Sechstagefahrt statt.

## Demografie
Laut einer Schätzung von 2019 leben in Dalton 6525 Menschen. Die Bevölkerung teilt sich im selben Jahr auf in 97,5 % Weiße, 0,1 % Afroamerikaner, 0,3 % amerikanische Ureinwohner, 1,6 % Asiaten und 0,3 % mit zwei oder mehr Ethnizitäten. Hispanics oder Latinos aller Ethnien machten 2,1 % der Bevölkerung aus. Das mittlere Haushaltseinkommen lag bei 68.538 US-Dollar und die Armutsquote bei 4,9 %.